# V.M. Band
V.M. Band – węgierski zespół rockowy, założony w Budapeszcie w 1984 roku przez Miklósa Vargę. Zespół nagrał dwa albumy i został rozwiązany w 1987 roku.

## Historia
Zespół powstał w 1984 roku w Budapeszcie. Miklós Varga postanowił założyć własny zespół po odejściu z takich grup jak P. Box i Sirokkó. Do grupy wkrótce dołączyli inni muzycy, tacy jak László Soldos (z grupy Sirokkó) czy László Varga (z zespołu Senator). W 1986 roku w zespole grał także Tamás Szekeres. Zespół nagrał hit "Európa", który zajął pierwsze miejsce w krajowym konkursie piosenki, odniósł też sukces w moskiewskim konkursie VIT. W 1987 roku Attila Fehér potwierdził odejście do grupy Step. V.M. Band został wkrótce później rozwiązany, a Varga rozpoczął karierę solową, głównie w operach rockowych.

## Skład zespołu
- Miklós Varga – wokal
- András Ács – gitara basowa
- Attila Fehér – gitara
- Tamás Szekeres – gitara (1986)
- László Varga – instrumenty klawiszowe
- László Soldos – perkusja

## Dyskografia
- Európa (1985)
- Játék, szenvedély... (1986)